# Aspères
Aspères – miejscowość i gmina we Francji, w regionie Oksytania, w departamencie Gard.
Według danych na rok 1990 gminę zamieszkiwało 289 osób, a gęstość zaludnienia wynosiła 29 osób/km² (wśród 1545 gmin Langwedocji-Roussillon Aspères plasuje się na 633. miejscu pod względem liczby ludności, natomiast pod względem powierzchni na miejscu 758.).